# Харрис, Мозес
Мо́зес Ха́ррис (англ. Moses Harris, 1731—1785), английский энтомолог и гравёр на меди.

## Биография
Его работы малоизвестны и представляют библиографическую редкость. Xаррис гравировал не только многочисленные таблицы собственных сочинений, но и рисунки сочинений других авторов, в том числе, энтомолога Дрю Друри.
В изданных в Лондоне трудах Xарриса The English Lepidoptera (1775), The Aurelian, or Natural History Of English Insects etc. (1766, с 41 раскр. табл.), An Exposition of English Insects (1776, с 50 раскр. табл.) описаны и изображены встречающиеся в Англии насекомые, а также их личинки, с указаниями об их образе жизни и т. п.
Мозес Харрис в 1766 году представил «Естественную систему цветов», которая показывала, что путем смешения трех основных цветом могут быть образованы любые другие цвета, а насыщенность зависит лишь от густоты наложения цвета.
Его сын, Джон Харрис (1767–1832), стал художником-акварелистом и иллюстратором.